# Christine Olivier
Pour les articles homonymes, voir Olivier (homonymie).
Christine Olivier, née Christine Lesieur, le 10 septembre 1943 à Québec et morte le 17 mai 2025 à Montréal, est une actrice québécoise.

## Biographie
Née Christine Lesieur, le 10 septembre 1943 à Québec, Christine Olivier est la fille d’Henriette Lemay et de Charles-Eugène Lesieur, gérant de bateau, et la sœur de l'actrice Élizabeth Lesieur. Elle fréquente l'École des beaux-arts de Québec au début des années 1960. 
Au printemps 1967, elle est en France pour tourner dans le film La Nuit infidèle. La même année, elle commence à la télévision son rôle de Colombine dans La Boîte à Surprise qu'elle reprend par la suite dans l'émission Picolo.
En 1969, elle joue au théâtre dans En pièces détachées de Michel Tremblay mis en scène par André Brassard au Théâtre de Quat'Sous. La pièce est portée à la télévision l'année suivante. En cette même année 1970, elle tient le rôle de Shirley Berger dans la populaire série télévisée Les Berger qui sera en ondes pour huit ans.
Elle meurt le 17 mai 2025 dans un CHSLD dans l'arrondissement de Verdun à Montréal à l'âge de 81 ans,.

## Filmographie

### Cinéma
- 1968 : La Nuit infidèle : la maîtresse
- 1972 : Françoise Durocher, waitress
- 1972 : Quelques arpents de neige : Julie Lambert
- 1977 : Le soleil se lève en retard : Paulette
- 1985 : La Dame en couleurs : sœur Hélène
- 1995 : Le Sphinx : la mère d'Angie

### Télévision
- 1967 - 1968 : La Boîte à Surprise : Colombine
- 1968 - 1971 : Picolo : Colombine
- 1970 : En pièces détachées (téléthéâtre) (téléthéâtre basé sur la pièce de Michel Tremblay) : Johanne
- 1970 - 1978 : Les Berger : Shirley Berger
- 1974 - 1976 : La Petite Patrie : Anita Bédard
- 1978 - 1981 : Race de monde (série télévisée) : Josée Ledoux
- 1979 - 1980 : Frédéric : Odile Nadeau
- 1986 - 1988 : Des dames de cœur : Monique Breton

## Théâtre
- 1967 : Le Knack d'Ann Jellicoe (en), mise en scène de Paul Buissonneau, Théâtre de Quat'Sous[4] : Nancy
- 1967-1968 : La Promenade du dimanche de Georges Michel, mise en scène de Paul Buissonneau, Théâtre de Quat'Sous[5] : passante
- 1969 : En pièces détachées de Michel Tremblay, mise en scène d'André Brassard, Théâtre de Quat'Sous[6] : Francine
- 1969 : Vive l'empereur de Jean Morin, mise en scène de Paul Buissonneau, Théâtre de Quat'Sous[7] : Crassebure
- 1969 : Faut jeter la vieille de Dario Fo, mise en scène de Paul Buissonneau, Théâtre du Nouveau Monde[8] : Alberte
- 1970 : Ondine de Jean Giraudoux, mise en scène d'Yvette Brind'Amour, Théâtre du Rideau Vert[9] : Ondine
- 1970 : La Cerisaie d'Anton Tchekhov, mise en scène d'André Cailloux, Théâtre du Rideau Vert[10] : Douniacha
- 1970 : Demain matin, Montréal m'attend, comédie musicale de Michel Tremblay, musique de François Dompierre, mise en scène d'André Brassard, production de Michel Tremblay et des Productions Paul Buissonneau, Jardin des Étoiles de Terre des Hommes[11],[12] : Violet
- 1973 : Les Belles-sœurs de Michel Tremblay, mise en scène d'André Brassard, Compagnie des deux chaises[13] : Linda Lauzon
- 1974 : Les Crasseux d'Antonine Maillet, mise en scène de Paul Hébert, Compagnie Jean-Duceppe[14] : La Cruche
- 1975 : Orion le tueur de Maurice Fombeure et Jean-Pierre Grenier, mise en scène de Paul Buissonneau, Théâtre de Quat'Sous[15] : policière, bandite, femme du monde, matelote
- 1976 : La Tour Eiffel qui tue de Guillaume Hanoteau, mise en scène de Paul Buissonneau, Théâtre de Quat'Sous[16] : Marie-Nuage. fille-mère